# Ийеш, Дьюла
Дьюла Ийеш (венг. Illyés Gyula, [ˈijːeːʃ ˈɟulɒ]; 2 ноября 1902, Фельшёрацегрешпуста, медье Тольна — 15 апреля 1983, Будапешт) — венгерский поэт, писатель, переводчик и общественный деятель, один из лидеров «народных писателей» — реалистического направления в венгерской литературе второй четверти XX века.

## Биография
Сын кузнеца. В революционные 1918—1919 годы участвовал в различных левых движениях, сотрудничал с Красной помощью, ставил театральные постановки для рабочих. Первое его стихотворение было опубликовано социалистической газетой Népszava 22 декабря 1920 года. Некоторое время учился в Будапештском университете, где изучал венгерскую и французскую филологию, но уже в 1921 году был вынужден покинуть Венгрию в связи с политическими преследованиями.
Узнав о том, что в Венгрии на него выдан орден на арест, остался в эмиграции, почти пять лет жил в Вене, Лихтенштейне, Берлине и Париже. В Париже Ийеш посещал Сорбонну, сотрудничал с профсоюзными объединениями венгерских эмигрантов и познакомился с левыми писателями и поэтами из числа сюрреалистов и дадаистов — Полем Элюаром, Тристаном Тцарой, Андре Бретоном, Луи Арагоном и Рене Кревелем. В 1926 году вернулся в Венгрию. Был знаком с Аттилой Йожефом, Лёринцем Сабо, Ласло Неметом, Яношем Кодоланьи, Петером Верешем, Йожефом Эрдейи, близко дружил с Михаем Бабичем.
В 1934 году приезжал в СССР, посетил проходивший в Москве антифашистский Международный конгресс писателей в защиту культуры, где встретил Андре Мальро и Бориса Пастернака; оставил книгу «Россия. 1934» (переведена на русский язык). В 1930-е годы Ийеш сотрудничал с известным литературным журналом Nyugat («Запад») и написал свои наиболее известные работы, в том числе «Люди пу́сты». Был соучредителем Мартовского фронта (1937—1939) — левого антифашистского движения. В 1937—1948 годах, параллельно с писательской деятельностью, работал пресс-секретарём Национального банка Венгрии.
Во время Второй мировой войны находился в Венгрии. После немецкой оккупации страны и установления открыто нацистского режима Ференца Салаши в 1944 году, Дьюла Ийеш вместе с Ласло Неметом, опасаясь репрессий за антифашистскую деятельность, скрывался от ареста.
В 1945 году был избран членом парламента от левой, но некоммунистической Национальной крестьянской партии. В конце 1940-х ушёл из общественной жизни, в 1949 году был лишён звания академика Венгерской академии наук, куда был принят в 1945 году (восстановлен посмертно в 1989 году). Во время революции 1956 года был избран в ЦК Национальной крестьянской партии, восстановленной под названием Партии Петёфи. Ийеша снова стали публиковать после 1961 года, в годы политической либерализации при Яноше Кадаре. С 1962 года смог выезжать за границу, посетил Флоренцию, в 1963 году объехал Европу и США с трёхмесячным турне.

## Творчество
Первоначально его творчество носило оттенок авангардизма, но уже в 1930-е годы стало носить реалистический характер. Особый интерес для Ийеша представляла тема венгерской деревни. Исследователями отмечается сложная для классификации жанровая специфика произведений Ийеша, а также диалогический характер повествования и дословное копирование отдельных частей текста из одного своего произведения в другое. Также Ийеш занимался переводческой деятельностью и опубликовал книгу «Петёфи» о жизни и творчестве Шандора Петёфи (переведена на русский язык). Ранее он обращался к сходной тематике, написав сценарий «Двое мужчин» (1950) о Шандоре Петёфи и Юзефе Беме в венгерской революции 1848-1849 годов.
Ийеш — лауреат нескольких престижных венгерских литературных наград: премий имени Лайоша Кошута (1948, 1953, 1970), Ференца Баумгартена (1931) и Аттилы Йожефа.
Именем Ийеша назывался венгерский национальный театр в Берегове (Закарпатская область Украины).